# Susanne Profanter
Susanne Profanter (ur. 30 kwietnia 1970 w Kufstein) – austriacka judoczka. Olimpijka z Barcelony 1992, gdzie zajęła szesnaste miejsce w kategorii 61 kg. Piąta na mistrzostwach świata w 1991. Brązowa medalistka mistrzostw Europy w 1991 i piąta w 1994. Ośmiokrotna medalistka kraju; pierwsza w latach 1987, 1988, 1991, 1992 i 1994 roku.
- Turniej w Barcelonie 1992

Wygrała z Dominikanką Eleucadią Vargas, a przegrała z Brytyjką Diane Bell.